# Jorge Lucardi
Jorge Gustavo Lucardi (13 de noviembre de 1928-22 de enero de 2016) fue un jinete argentino que compitió en la modalidad de salto ecuestre. Ganó dos medallas de plata en los Juegos Panamericanos de 1955, en las pruebas individual y por equipos.

## Palmarés internacional
| Juegos Panamericanos | Juegos Panamericanos      | Juegos Panamericanos | Juegos Panamericanos |
| Año                  | Lugar                     | Medalla              | Categoría            |
| -------------------- | ------------------------- | -------------------- | -------------------- |
| 1955                 | Ciudad de México (México) | Medalla de plata     | Individual           |
| 1955                 | Ciudad de México (México) | Medalla de plata     | Por equipos          |